# The Tenth Case
The Tenth Case er en amerikansk stumfilm fra 1917 af George Kelson.

## Medvirkende
- June Elvidge som Claudia Payton
- John Bowers som Sanford King
- George MacQuarrie som Jerome Landis
- Gladden James som Harry Landis
- Eric Mayne som Schuyler Payton